# Salustio de Emesa
Salustio (en griego: Σαλούστιος) fue un filósofo cínico de cierta importancia que vivió en el siglo V. Era hijo de Basilio, un sirio, y de Teoclea, natural de Emesa, donde seguramente Salustio nació y se crio.
Estudió jurisprudencia y cultivó la oratoria bajo la dirección de Eunoyo de Emesa. Finalmente se hizo sofista y estudió junto a los oradores áticos donde aprendió todos los discursos de Demóstenes. Cuando dejó de estudiar con Eunoyo se marchó a Alejandría buscando otros maestros; en la capital egipcia se aficionó a la filosofía y se unió a la escuela ateniense; asistiendo a las lecturas de Proclo (Proclus); finalmente abandonó a los neoplatonistas y se unió a los cínicos regresando a Atenas.
Posteriormente volvió a abandonar Atenas, en compañía de Isidoro, para regresar a Alejandría donde se dedicó a la elocuencia.
Algunos estudiosos le atribuyen el tratado de Düs et mundo aunque, según Brucher, es obra de Salustio el filósofo Galo.